# Yuhina humilis
Yuhina humilis е вид птица от семейство Zosteropidae. Видът е незастрашен от изчезване.

## Разпространение
Разпространен е в Мианмар и Тайланд.